# 치트키
치트 코드(영어: cheat code) 또는 치트키(영어: cheat key)는 비디오 게임 진행이 불가능할 때 일종의 속임수로 사용하는 방법이다. 게임 엔딩을 쉽게 볼 수 있도록 도와주는 명령어를 지칭하기도 한다. 주로 특정한 조작을 하거나 특정한 단어들을 입력해 사용한다. 대부분의 싱글플레이어 게임에서는 치트키가 내장되어 있으며 무적이 되거나 진행 중인 해당 단계를 클리어 해준다거나 특정한 아이템을 획득한다거나 숨겨진 기능을 사용할 수도 있다. 멀티플레이 게임에서는 치트키 사용이 불가능하다.
대부분 치트키 기능이 내장되어 있는 게임은 블리자드의 스타크래프트와 같은 실시간 전략 시뮬레이션이며 그외 치트키가 지원되지 않는 게임은 트레이너(trainer)라고 하는 치트 프로그램을 사용하기도 한다. 이스터 에그와는 엄연히 다르다.
원래 치트키란 게임 개발 도중 게임의 진행을 테스트하기 위해 개발자들간에 사용된 것이였으나 이후에는 개발사에서 자체적으로 치트키를 공개하는 경우가 대다수이다.

## 같이 보기
- 부정 행위